# Божик, Моймир
Моймир Божик (словац. Mojmír Božík; род. 26 февраля 1962 года, Липтовски-Микулаш, Чехословакия) — бывший словацкий хоккеист, защитник. Чемпион Чехословакии 1986 и 1988 годов, бронзовый призёр чемпионатов мира 1987 и 1990 годов.

## Биография
Моймир Божик известен по выступлениям за словацкие (1980—1990 гг.) и финские (1990—1993 гг.) клубы.
В составе «Кошице» дважды (в 1986 и 1988 годах) становился чемпионом Чехословакии, а в 1992-м стал чемпионом Финляндии, выступая за «Йокерит».
В составе сборной Чехословакии дважды (в 1987 и 1990 годах) становился бронзовым призёром чемпионатов мира.
После окончания карьеры хоккеиста стал тренером. С 2000 по 2011 год работал в родном клубе «Кошице», в основном тренировал юниорские команды.

## Достижения
- Чемпион Чехословакии 1986 и 1988
- Чемпион Финляндии 1992
- Серебряный призёр чемпионата Европы среди юниоров 1980
- Серебряный призёр молодёжного чемпионата мира 1982
- Бронзовый призёр чемпионатов мира 1987 и 1990